# 五车增三
英仙座58，又名BD+40 1000，HD 29094、SAO 39639、HR 1454，是英仙座的一颗恒星，视星等为4.25，位于銀經161.76，銀緯-4.03，其B1900.0坐标为赤經4h 29m 45.5s，赤緯+41° -4.03′ 34″。